# Emigracja chłopska
Emigracja chłopska (właśc. Emigracya chłopska) – obrazek dramatyczny ze śpiewkami Władysława Ludwika Anczyca (tekst) i Kazimierza Hoffmana (muzyka) ogłoszony w 1876 r.

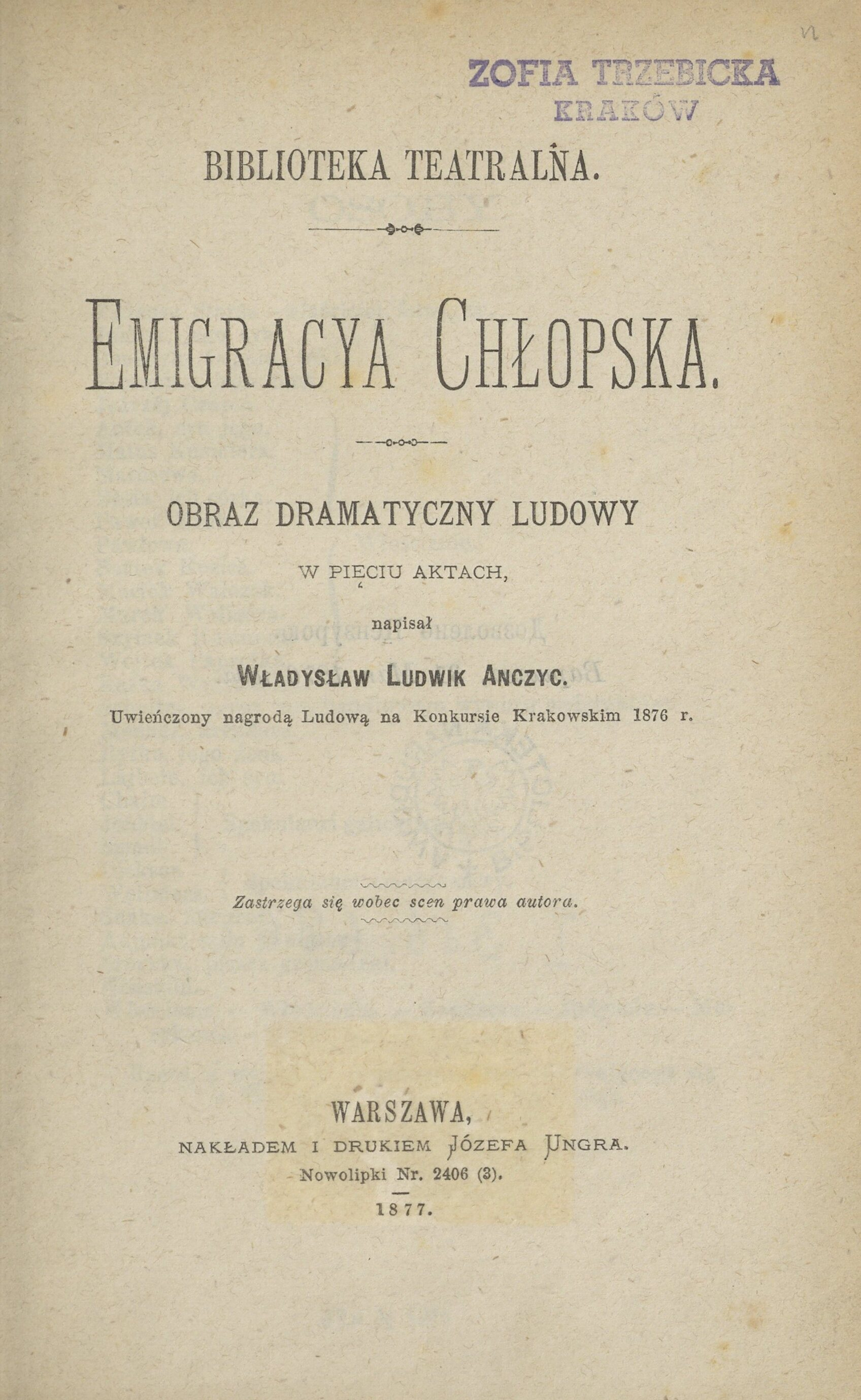
Emigracya chłopska (1877)

## Treść
Utwór porusza temat emigracji chłopów do Ameryki i wykupu ziem polskich przez Niemców. Bohaterami są chłopi, którzy decydują się na emigrację i muszą dostosować się do zupełnie nowych dla nich warunków życia. Przechodzą przez to przeobrażenie: dumna i zła Matusowa łagodnieje, a podpalacz i złodziej - Bartek Kozica staje się uczciwym człowiekiem. Postawę wzorcową reprezentuje Jędrzej Czapla, przywiązany do ziemi i tradycyjnych wartości polski patriota.